# Vince Carter
Vince Carter (* 26. ledna 1977 Daytona Beach) je bývalý americký basketbalista, hráč National Basketball Association a účastník rekordních 22 ročníků této soutěže. Nejvíce ročníků odehrál za klub Toronto Raptors. Draftovaný byl pátým pickem týmem Golden State Warriors. Hrál na křídle (shooting guard), později na křídle blíže koši (small forward) a na konci kariéry se dostal nejblíže koši na pozici power forward.
Osmkrát byl nominován k utkání hvězd NBA, v roce 1999 získal cenu pro nejlepšího nováčka soutěže a v roce 2020 cenu za sportovní chování. Dosáhl ve své kariéře 25 728 bodů a je šestým nejlepším střelcem trojek v dějinách NBA. S americkou mužskou basketbalovou reprezentací vyhrál olympiádu 2000 a mistrovství Ameriky v basketbalu mužů 2003.
Hráčskou kariéru ukončil v roce 2020 a stal se basketbalovým expertem stanice ESPN.
Měl přezdívku Air Canada. O jeho přínosu kanadskému basketbalu vznikl v roce 2017 dokumentární film The Carter Effect. Je absolventem afroamerických studií na Severokarolínské univerzitě v Chapel Hill. Jeho bratrancem je basketbalista Tracy McGrady.